# Apiciopsis angusta
Apiciopsis angusta är en fjärilsart som beskrevs av W. Warren 1904. Apiciopsis angusta ingår i släktet Apiciopsis och familjen mätare. Inga underarter finns listade i Catalogue of Life.